# شایر (سرزمین میانه)

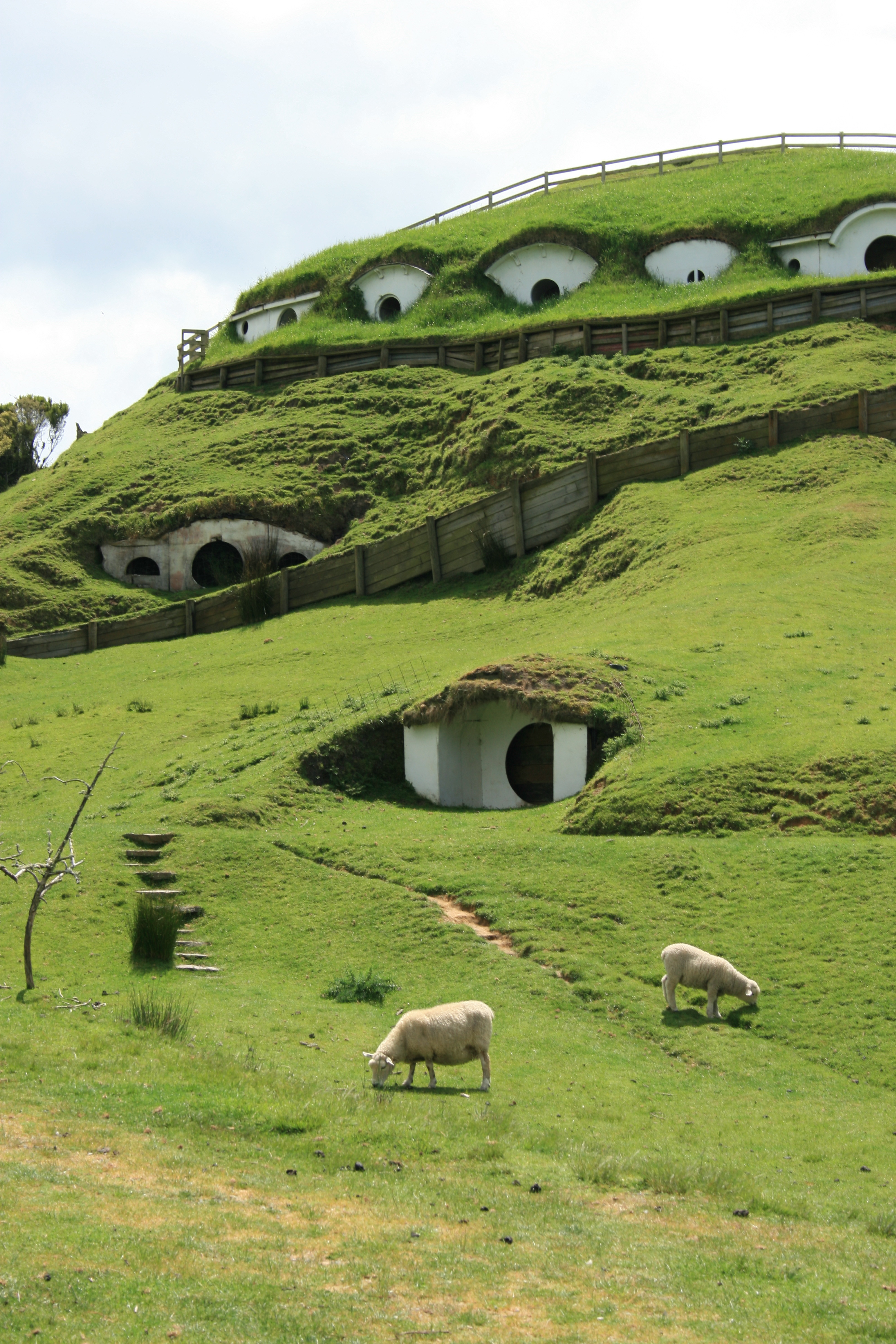
نمایی از منطقهٔ شایر در شمال غربی سرزمین میانه - ۲۰۰۷

شایر (به انگلیسی: The Shire) منطقه‌ای بود که هابیت‌ها در آن سکونت داشتند. این منطقه در شمال غربی سرزمین میانه، در قاره اریادور و فرمانروایی آرنور واقع بود. نام این منطقه در زبان وسترون سوزا یا سوزا-تی است.

## جغرافیای شایر
وسعت شایر از فار داونز در غرب تا پل برندی‌واین در شرق ۴۰ لیگ (۱۹۳ کیلومتر یا ۱۲۰ مایل نومه‌نوری) و از زمین‌های بایر شمالی تا باتلاق‌های جنوب ۵۰ لیگ (۲۴۱ کیلومتر، ۱۵۰ مایل) می‌باشد. در کل، وسعت منطقه شایر بالغ بر ۱۸٬۰۰۰ مایل مربع (۴۷٬۰۰۰ کیلومتر مربع) است. اگر بخواهیم بهتر شایر را در نظر بگیریم می‌توان گفت که شکل ظاهری آن به صورت مستطیل بوده‌است.
رودخانه برندی‌واین (براندوین) شایر را از شرق محصور می‌کرد. (هابیت‌ها در باکلند هم زندگی می‌کردند، که در تکه باریکی بین رودخانه و پرچین قرار داشت، اما به‌طور رسمی به عنوان بخشی از شایر محسوب نمی‌شد تا اینکه پس از نبرد حلقه بدان پیوست.) شایر از شمال تا غرب مرز قابل ترسیمی ندارد، اما به جای آن از سمت جنوب و شرق توسط جاده‌های باستانی و نیز شاخصه‌های جغرافیایی مبهمی چون تپه‌های برج محصور شده‌است.

## تاریخچه
اندازه کوچک، اهمیت نسبتاً کم، و داشتن جمعیت هابیتهای شجاع و جسور باعث شده بود که کمتر فرمانروایی فکر غلبه و تصرف شایر را در سر بپروراند. نکته مهم‌تر این بود که شایر توسط تکاوران شمال دون‌اداین (و گندالف) که مراقب مرزهای آن بوده و مزاحمین را از آن دور می‌کردند، محافظت می‌شد. تنها غریبه‌هایی که وارد شایر شدند، دورف‌هایی بودند که از معادن خود در کوهستان آبی از طریق جاده بزرگ شرقی وارد شایر شده بودند. الف‌هایی هم که در مسیر خود به بندرگاه خاکستری در حال رفت‌وآمد بودند نیز برای هابیت‌ها موجوداتی غریبه و ناشناخته بودند.
شایر مصیبت‌ها و مشکلات زیادی را به خود دیده‌است که برای مثال می‌توان به موارد زیر اشاره کرد: طاعون بزرگ در سال ۱۶۳۶ دوران سوم، نبرد دشت‌های سبز در سال ۲۷۴۷ دوران سوم، زمستان طولانی در سال ۲۷۵۸ دوران سوم، روزهای خشکسالی در سال ۲۷۶۰ دوران سوم و زمستان مهیب در سال ۲۹۱۱ دوران سوم. در سال ۲۳۴۰ دوران سوم اولدباک‌های منطقه ماریش به دلیل افزایش جمعیت از برندی‌واین گذشته و باکلند را تأسیس کردند.
در زمان نبرد حلقه اشباح حلقه ابتدا شایر را جستجو کردند و هنگامیکه تکاوران شمال به جنگ رفتند، شایر بدون دفاع ماند. این سرزمین توسط سارومان و لوثو سک‌ویل بگینز که انسان‌های شرور را رهبری می‌کرد، به اشغال در آمد. فرودو، سام، مری و پی‌پین این سرزمین را پس از پیروزی شان در نبرد بای‌واتر آزاد کرد.
اما آسیب‌های جدی ای که سارومان به واسطه صنعتی سازی به شایر وارد کرده بود با تلاش‌های بی‌وقفه هابیت‌ها خنثی شد. شایر با خاک لوتلورین که گالادریل به سام داده بود، از نو تجدید حیات شد. سال ۳۰۲۱ دوران سوم را به عنوان پربارترین و پرثمرترین سال در تاریخ شایر می‌دانند.
با بازگشت آراگورن به مسند پادشاهی آرنور و گاندور، شایر در سال ۱۷ دوران چهارم تبدیل به سرزمینی آزاد شد و در پادشاهی از نو متحد شده به امنیت کامل رسید. همچنین گفته شده‌است که آراگورن دستور داد که هیچ انسان بزرگ جثه‌ای وارد شایر نشود. در سال ۳۲ دوران چهارم پادشاه دستور این اجازه را صادر کرد که باکلند به‌طور رسمی بخشی از شایر شود و پس از آن نام خود را به مارچ شرقی تغییر داد و سرزمین شایر را تا سرحدات امین براید گسترانید. این سرزمین نیز مارچ غربی نام گرفت.